# Mariano Acosta (Buenos Aires)
Mariano Acosta es una ciudad ubicada en la Zona Oeste del Gran Buenos Aires, Argentina. Pertenece al partido de Merlo, en la provincia de Buenos Aires.
Hasta mediados del siglo XX Mariano Acosta fue una localidad esencialmente rural, pero en la primera década del siglo XXI posee las características propias de las localidades del llamado segundo cordón del Gran Buenos Aires. Una de ellas es que sus habitantes deben trasladarse a trabajar a la capital federal, por lo que es considerada "una localidad dormitorio".
Por ley 10.208 de la provincia de Buenos Aires promulgada el 18 de octubre de 1984, el pueblo de Mariano Acosta adquiere el estatus jurídico de ciudad.

## Geografía

### Ubicación
Mariano Acosta limita al oeste con el partido de Moreno y el río Reconquista, al sur con el partido de Marcos Paz, al norte con las ciudades de Merlo y Parque San Martín y al este con Pontevedra. Se encuentra aproximadamente a 40 km al oeste de la capital de Buenos Aires. 

### Relieve
Mariano Acosta se encuentra a 28 metros sobre el nivel del mar y su terreno alrededor es demasiado plano comparado con localidades vecinas. El punto más cercano esta a 36 metros sobre el nivel del mar, 1.2 km al suroeste de Mariano Acosta. 
Alrededor de la ciudad se encuentran grandes tierras agrícolas y está muy densamente poblado en el centro de la ciudad, con 3369 habitantes por kilómetro cuadrado. La comunidad más grande y más cercana es Merlo, a 8,6 km al noreste de Mariano Acosta.

### Sismicidad
En la localidad de Agustín Ferrari, la región responde a las subfallas «del río Paraná», y «del río de la Plata», y a la falla de «Punta del Este», con sismicidad baja; y su última expresión se produjo el 5 de junio de 1888 (133 años), a las 3.20 UTC-3, con una magnitud aproximadamente de 5,0 en la escala de Richter (terremoto del Río de la Plata de 1888).

### Clima
El clima de la zona es húmedo y subtropical. La temperatura media anual de la zona es de 16 °C. El mes más cálido es enero, cuando la temperatura promedio es de 25 °C, y el más frío es julio, con 6 °C. La precipitación media anual es de 1.658 milímetros. El mes más lluvioso es febrero, con un promedio de 257 mm de precipitación, y el más seco es junio, con 28 mm de precipitación.

### Toponimia
El nombre de la ciudad fue puesto así en referencia a Mariano Acosta (1825-1893), político argentino que fue el 5.º Vicepresidente de la República Argentina entre 1874 y 1880. 
Además el nombre de Villa Posse es en referencia a Juan y Rodolfo Posse, los encargados de la fundación del entonces pueblo. 

## Historia
En el siglo XVIII el territorio de la actual ciudad de Mariano Acosta era parte de una inmensa estancia perteneciente a la Compañía de Jesús, que lindaba con la estancia de Francisco de Merlo al norte. Se extendía sobre ambos márgenes del río Reconquista y llegaba hasta el río Salado.
Luego de la expulsión de la orden, las tierras fueron confiscadas por la Corona española y en 1810 el Cabildo de Buenos Aires entrega parte de las tierras al acaudalado vecino Juan Pedro Córdoba como compensación por sus servicios durante las invasiones inglesas. En 1830 parte de las tierras pasan al presbítero don José Julián de Gainza y San Martín y éste las vende a Antonino Cascallares en 1847.
El 16 de agosto de 1909, Rodolfo Posse, a la sazón vicepresidente en ejercicio de la presidencia de la Compañía General de Tabacos, le compra 760 hectáreas a Antonina Cascallares, con el objeto de publicitar la marca de cigarrillos Mitre, y regalarles un lote de terreno a 15.000 consumidores de dichos cigarrillos, a cambio de la entrega de 500 marquillas con la estampilla fiscal. Como el proyecto publicitario e inmobiliario requería de medios de transportes para su éxito, la Compañía tramita el traslado de la estación Mariano Acosta que se encontraba en el kilómetro 34,800 al kilómetro 40,200. La empresa tabaquera firma un convenio con el Ferrocarril del Sud el 2 de septiembre de 1909, por el cual se compromete a tramitar ante el gobierno nacional el traslado de la estación y a abonarle a la empresa ferroviaria 50.000 pesos m/n una vez obtenido dicho traslado. El 9 de diciembre de ese año, el presidente Figueroa Alcorta firma el decreto autorizando el traslado de la estación Mariano Acosta a un punto intermedio entre Merlo y Marcos Paz. En forma paralela a esta tramitación, la Compañía General de Tabacos lanza una fenomenal campaña publicitaria en la prensa porteña promocionando la futura Villa Posse. Pero la fundación real, es decir, la edificación material, se concreta al año siguiente, luego de que el 30 de junio de 1910 la Dirección General de Ferrocarriles autorizara los planos de la estación y, por su parte, el 11 de julio la Municipalidad de Merlo hiciera lo propio con el trazado de los planos de Villa Posse.
Fue así que Villa Posse -origen de Mariano Acosta- se fundó junto con la estación ferroviaria que luego bautizó con su nombre a toda la localidad integrada por los diversos barrios situados al sur y al norte de las vías. Hacia fines de octubre de 1910 la estación estaba prácticamente terminada. Entonces el 15 de noviembre la Dirección General de Ferrocarriles accede a la solicitud de la empresa Ferrocarril del Sud y libra su servicio al público. La resolución fue publicada en el Boletín Oficial el 9 de diciembre, quedando la estación de este modo jurídicamente habilitada.
Los habitantes han adoptado el 15 de noviembre de 1910 como fecha fundacional de la actual localidad de Mariano Acosta, ya que Villa Posse y la estación se retroalimentaron en un proceso de crecimiento mutuo y efectivo. En reconocimiento a este hecho, el 4 de julio de 1975 el Concejo Deliberante de Merlo declaró el 15 de noviembre como "Día de Mariano Acosta". Cabe destacar que, durante cinco décadas, se afirmó que el fundador de Mariano Acosta fue Juan Posse, presidente de la Compañía General de Tabacos. Sin embargo, a fines de 2013 con la publicación de una investigación histórica de Horacio E. Poggi, quedó probado que Juan Posse vacacionaba en Europa cuando se llevó a cabo la fundación real de la Villa, y quien estuvo al frente del proyecto fundador fue Rodolfo Posse, designado apoderado para tal emprendimiento por la propia Compañía. Por tanto, Juan Posse no ha sido el fundador de Mariano Acosta, como lo demuestra la abundante documentación probatoria sacada a luz a partir de 2013. 
Tanto el pueblo como la estación recibieron el nombre de Mariano Acosta, en tributo al político argentino vicepresidente del país en 1874, gobernador de la provincia de Buenos Aires y presidente del Banco de la Nación.
Hacia la misma época la Midland Railway Co. tendía las vías férreas del ferrocarril que unía Puente Alsina con Carhué atravesando el territorio de Mariano Acosta. Hacia fines de la década del setenta el ramal se redujo hasta la estación Libertad dejando a lo largo de Mariano Acosta sólo vías muertas. Hoy en día se pueden ver los restos del puente ferroviario del Ferrocarril Midland sobre las vías del Ferrocarril Sarmiento y Ruta 200. El puente servía en el tramo que unía a la Estación KM 38 con la Estación Elías Romero, esta última clausurada hacia fines de la década de 1970.
La explotación de los tambos fue la primera actividad rentable del lugar, desempeñada por ciudadanos de origen vasco. En 1916 se instalaron las fábricas de hornos de ladrillos, mataderos, graserías y criaderos de aves. En octubre de 1913 comienza a funcionar la Escuela N.º 5 (situada anteriormente en Pontevedra) y en 1920 se coloca la piedra fundamental de la capilla de Nuestra Señora de Lourdes. En 1937 Mariano Acosta apenas tenía poco más de 200 habitantes permanentes y era una zona de casas quintas, con amplios espacios arbolados y aire puro. En la década del cuarenta se produjo el auge de las quintas de horticultura que eran explotadas en sociedades de argentinos, japoneses, y de portugueses. En la actualidad esa labor es desempeñada principalmente por la numerosa comunidad boliviana asentada en Mariano Acosta en las últimas décadas del siglo XX.

### Actualidad
En la actualidad la economía de Mariano Acosta se desarrolla en torno de la actividad comercial y agropecuaria. Allí se encuentran instalados dos mataderos, quintas de verduras, algunos criaderos avícolas y unos pocos tambos.
La principal arteria vial es la ex Ruta Nacional 200, hoy Ruta Provincial 40, que une Merlo con Navarro donde se encuentra ubicado el principal centro comercial de esta localidad. Los marianenses utilizan la mencionada ruta y el Ferrocarril Sarmiento para trasladarse hasta Merlo y luego transbordar hacia la ciudad de Buenos Aires, además de poseer servicios de colectivos prestados por las líneas 136, 322, 500, 503 y 504 pertenecientes a la empresa ECOTRANS, Transportes Unidos de Merlo y Empresa Línea 216 S.A.T.
El centro del pueblo se encuentra alrededor de la Avenida Constituyentes que conecta a Mariano Acosta con el partido de Moreno a través del Puente Cascallares. Sin embargo, el centro comercial y administrativo se encuentran del lado sur: la Cooperativa Telefónica, Unisol, la estación ferroviaria (con escasos servicios diarios), una sucursal del Banco Provincia, la Comisaría Merlo 6.ª., la delegación municipal y comercios varios. Las personas y viviendas se concentran en barrios como Villa Posse, San Luis, La Negrita, Loma Verde, San José, La Castellana, 20 de Junio, Agustín Ferrari, La Estrella, Río Alegre, Los Pinos y Santa Isabel, la mayoría ubicadas a lo largo de la Ruta 40.

## Economía
Durante el siglo XX inmigrantes europeos, como españoles y portugueses, llegaban al entonces pueblito de Mariano Acosta, donde compraban las grandes tierras para comenzar emprendimientos ganaderos. Durante décadas el sector agropecuario fue el motor principal de la economía de la ciudad. Fue tanta las ganancias e influencias que los dueños de estos campos llegaron a vender sus productos ante el Mercado Central.
La ciudad de Mariano Acosta no cuenta con grandes cantidades de empresas pero si mantiene su economía gracias a pequeños locales y locales de comida. En el rubro alimenticio se destacan: La distribuidora de Helados Perella que se encarga de la distribución de sus productos a heladerías locales. Las cadenas alimenticias de Heladería Grido y Supermercados Dia poseen una sucursal en la ciudad. En la localidad de Agustín Ferrari se encuentra el Frigorífico Merlo, uno de los dos frigoríficos principales del Partido de Merlo. 

## Infraestructura y servicios públicos
Mariano Acosta cuenta con una cantidad baja de calles asfaltadas, estando la gran mayoría concentradas en el centro de la ciudad. Entre las principales calles y avenidas se encuentran: Tres Sargentos, Varela, Heredia, Agustín Ferrari, Francisco de Viedma, Juan Posse, Bossini, Constituyentes y Zapaleri.

### Transporte

#### Servicio de transporte público
La municipalidad de Merlo ha concesionado el servicio público de pasajeros a las empresas:
- La Línea 136 (Buenos Aires) es una línea de transporte público de pasajeros perteneciente a la empresa Ecotrans del grupo empresario PLAZA, que circula por el Gran Buenos Aires. Hasta la estación de Merlo circula por Avenida Rivadavia en paralelo con las vías del ferrocarril Sarmiento. Realiza el trayecto Primera Junta (Caballito) - Marcos Paz - Navarro.
- Línea 503 (Merlo) - Unión Transitoria: Merlo - Mariano Acosta (en asociación con Grupo ERSA)
- Línea 322 - Unión Transitoria: Morón - Marcos Paz

#### Rutas
Las principales rutas que conectan a Mariano Acosta con las restantes localidades del Gran Buenos Aires son:
- Ruta Nacional 200
- Autopista Presidente Perón

#### Transporte ferroviario

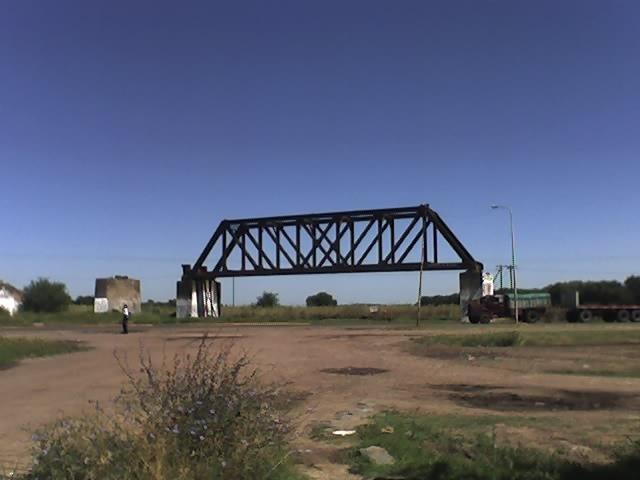
Puente del ex-ferrocarril Midland sobre Ruta 200 y la línea Sarmiento, ramal Lobos. En el límite con el partido de Marcos Paz

El ramal se construyó en 1870, la estación fue habilitada al servicio público el 15 de noviembre de 1910, que por entonces pertenecía al Ferrocarril del Sud de capitales británicos. La línea actuales que operan en Mariano Acosta son:
- Línea Sarmiento, operada por la empresa estatal Trenes Argentinos Operaciones, cuenta con un andén y se encarga de conectar la Parada Agustín Ferrari con la Estación Marcos Paz.
- El Ferrocarril Midland, inaugurado en 1909 hasta su desmantelamiento total en 1977, comenzaba en la localidad de Carhué y terminaba en Capital Federal, precisamente en el Puente Alsina.

### Salud
Si bien Mariano Acosta no cuenta con hospitales en sí, la ciudad cuenta con varias clínicas y salitas médicas. Desde principios del 2020 se encuentra en preparación un hospital público,
- Salita Sanitaria #38
- Unidad Sanitaria #32
- Clínica privada Figueroa Paredes
- Consultorio Odontológico Dr. Fernando
- Centro de ojos de Mariano Acosta
- Centro de Atención Primaria Unisol (CMA)

### Seguridad
Mariano Acosta, junto al partido de Merlo son una de las ciudades del Gran Buenos Aires con altas estadísticas de criminalidad, contando con muy pocas calles iluminadas, pocas cámaras de seguridad distribuidas y poco tránsito de patrulleros. Mariano Acosta tiene a disposición la Comisaría de Merlo 6.ª.
Desde las estadísticas del 2016 Marianos Acosta tiene el gasto de seguridad más bajo del Gran Buenos Aires -unos $ 68 per cápita por mes - y también la tasa más baja de policías: 18 cada 10 000 habitantes.

## Educación
En la actualidad Mariano Acosta cuenta con aproximadamente 16 establecimientos educativos. El estado administra 11 establecimientos (2, 5, 68, 53, 40, 32, 54, 59, 64,31,704 educación de Adultos primaria), y el sector privado 3 jardines de infantes y 3 colegios con dos niveles educativos.
Además de niveles educativos, se encuentran otros dos establecimientos como Centro de educación física #96 y la Academia de artes y oficios CyM.

## Parroquias de la Iglesia católica en Mariano Acosta
| Diócesis   | Merlo-Moreno                                                               |
| ---------- | -------------------------------------------------------------------------- |
| Parroquias | Nuestra Señora de Lourdes, San José Obrero, San Pablo (en Agustín Ferrari) |